# Cenotafio de Druso
El Cenotafio de Druso (en alemán: Drususstein; en francés: Pierre de Drusus) es un opus caementicium del siglo I, situado en Maguncia, en la orilla derecha del Rin. Se trata del mayor cenotafio romano levantado en época romana en memoria de un personaje en la actual Alemania.

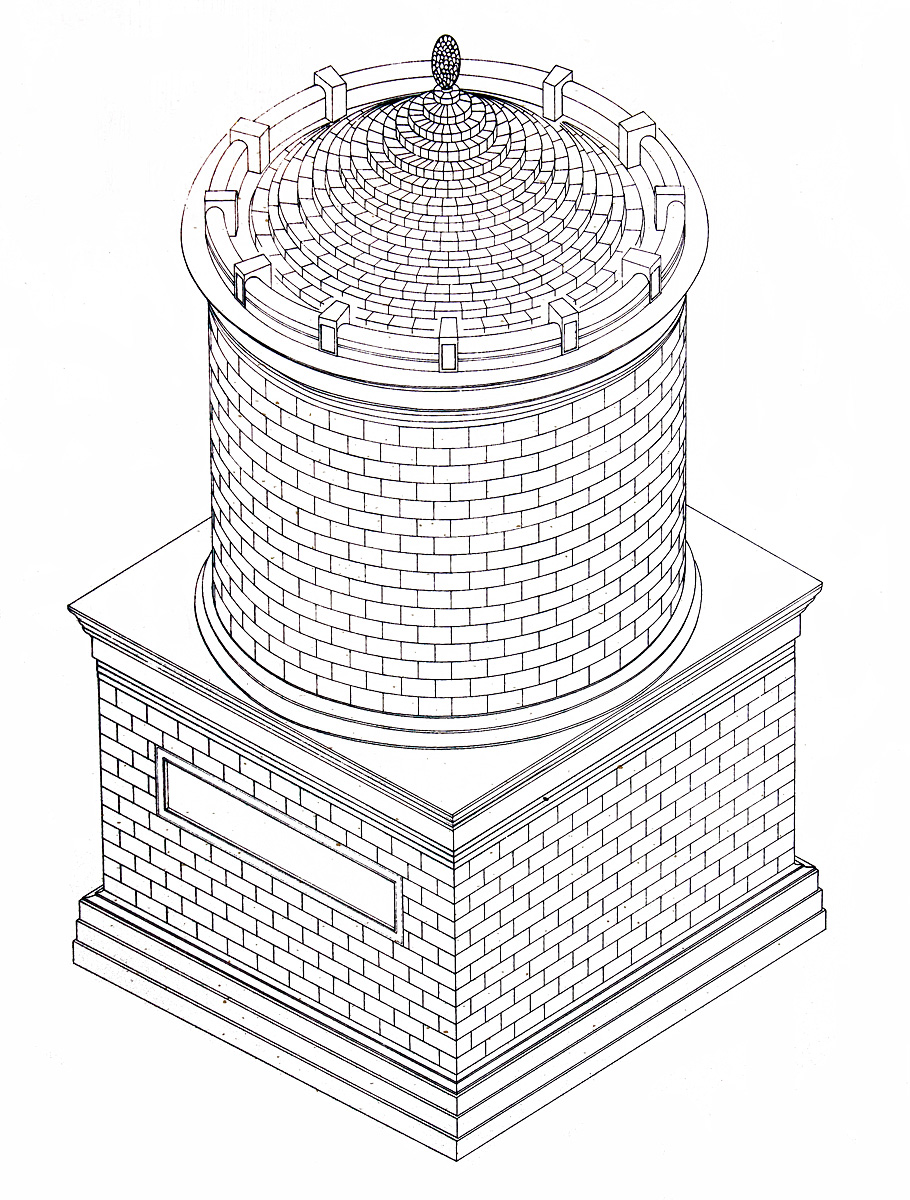
Reconstrucción del cenotafio realizada en 1985 por Heinz Frenz.

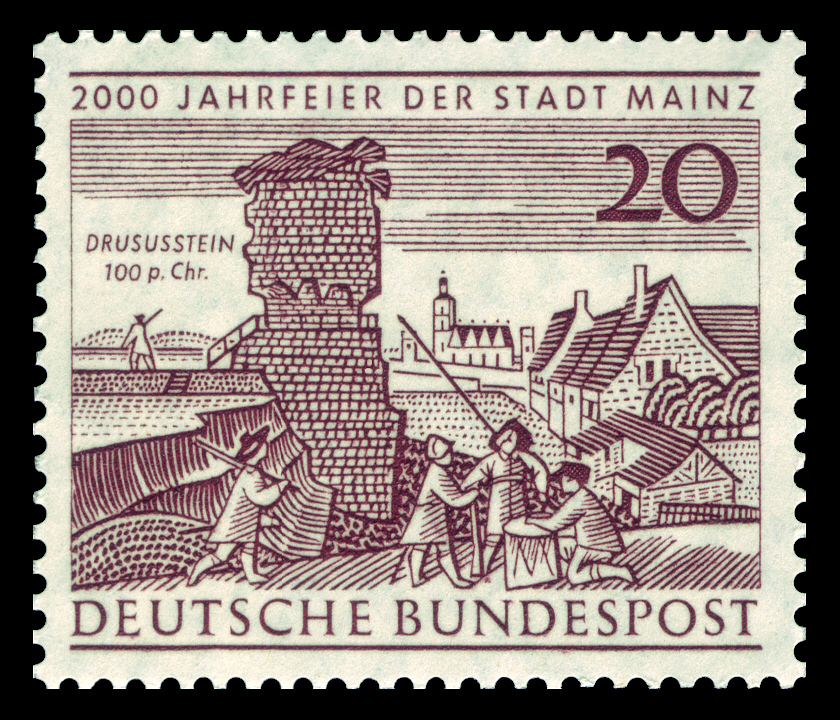
Imagen del Cenotafio de Druso en un sello conmemorativo del 2000.º aniversario de Maguncia.

## Uso del monumento
Este cenotafio fue erigido para recordar las gloriosas victorias del general romano Druso, hijo adoptivo del emperador Augusto y hermano de Tiberio, después de su fallecimiento al caerse de un caballo en 9 a. C.
En las excavaciones no se encontraron restos humanos, puesto que un cenotafio nunca sirve como tumba y las cenizas de Druso habían sido depositadas en el Mausoleo de Augusto en Roma.
Según Suetonio este monumento fue erigido por los soldados que habían servido a las órdenes de Druso y por las ciudades galas.

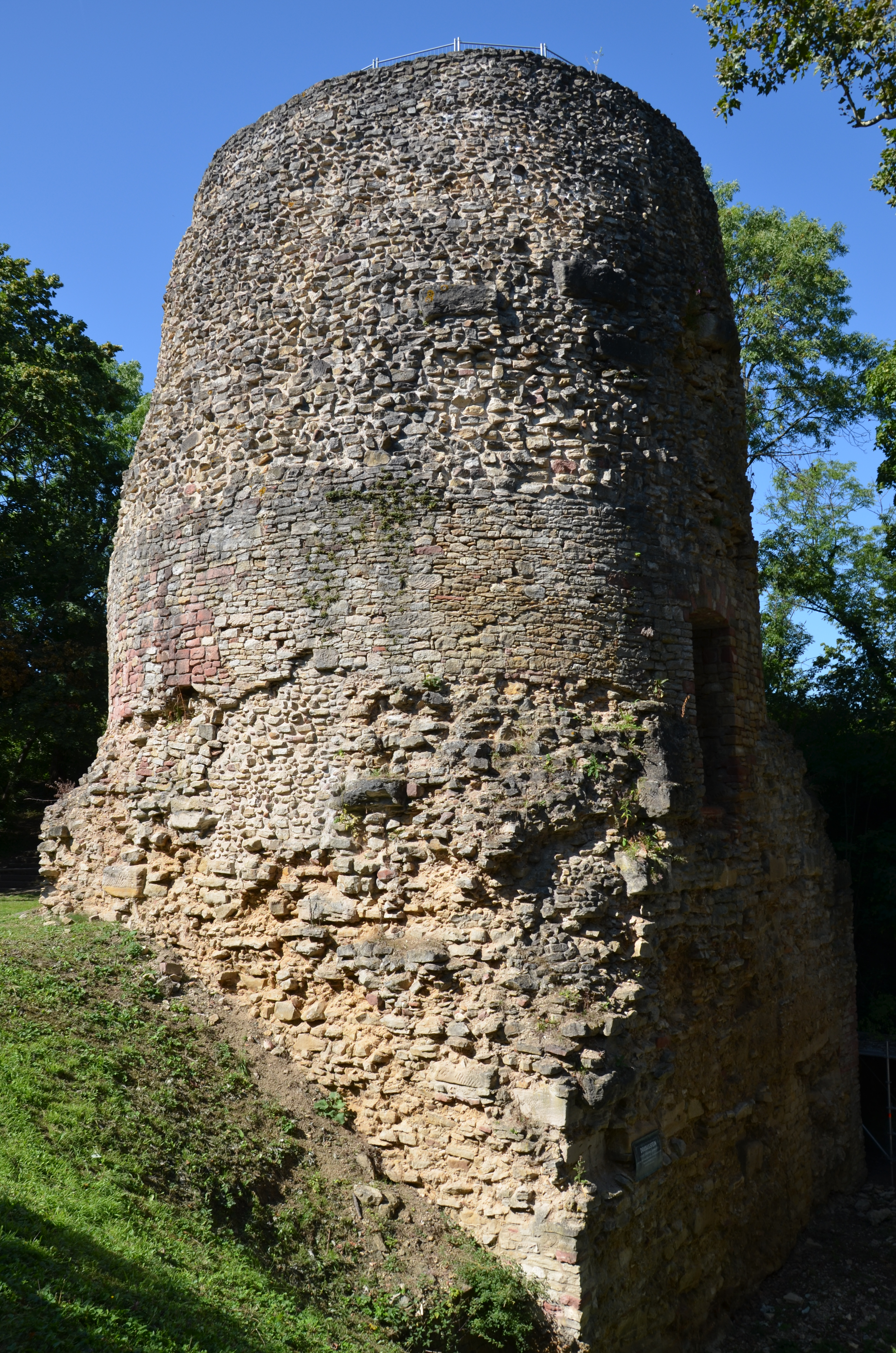
Cara oriental del Cenotafio.

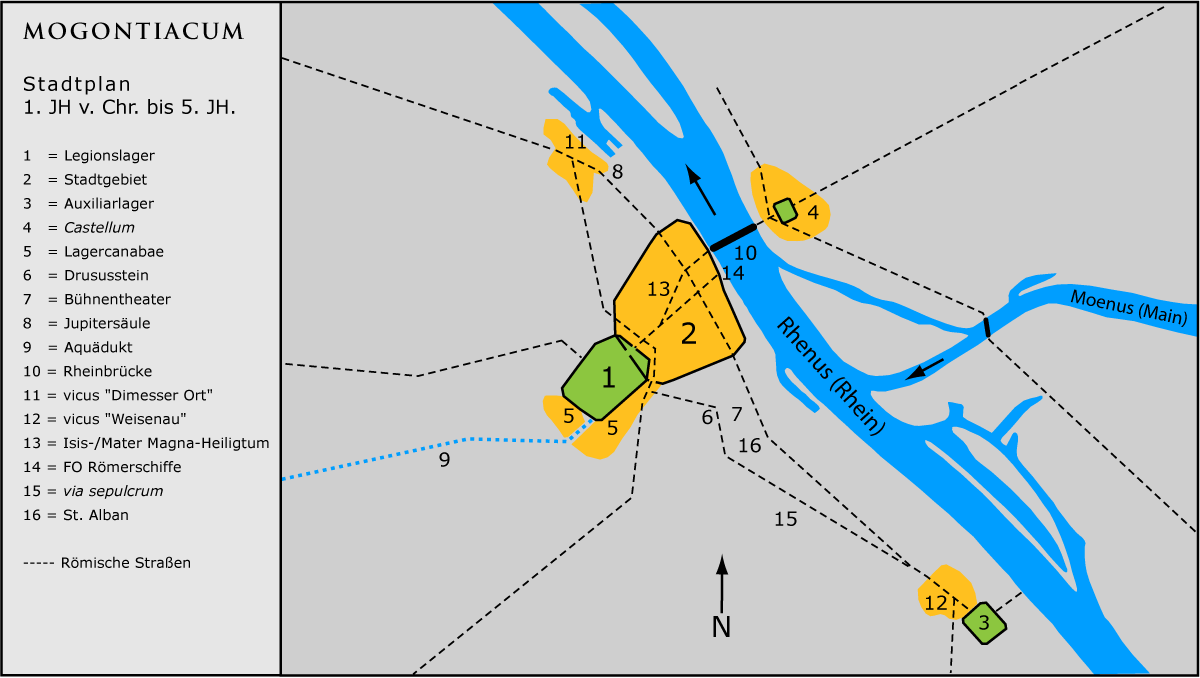
Plano del Mogontiacum romano, con la disposición de los principales monumentos. Con el n.º 6 aparece el Cenotafio de Druso.

## Descripción
El monumento fue edificado con aparejo de piedra de gres rojo y caliza, con una altura de 20 m. Cuando fue construido, este memorial tenía una altura de 100 pies romanos, equivalentes a 29,617 m. En la parte frontal tenía grabado un poema funerario escrito por Augusto en honor de Druso, y también indicaba que fue erigido por los soldados que habían servido a las órdenes del finado.